# Glypta subtilis
Glypta subtilis là một loài tò vò trong họ Ichneumonidae.